# Aino

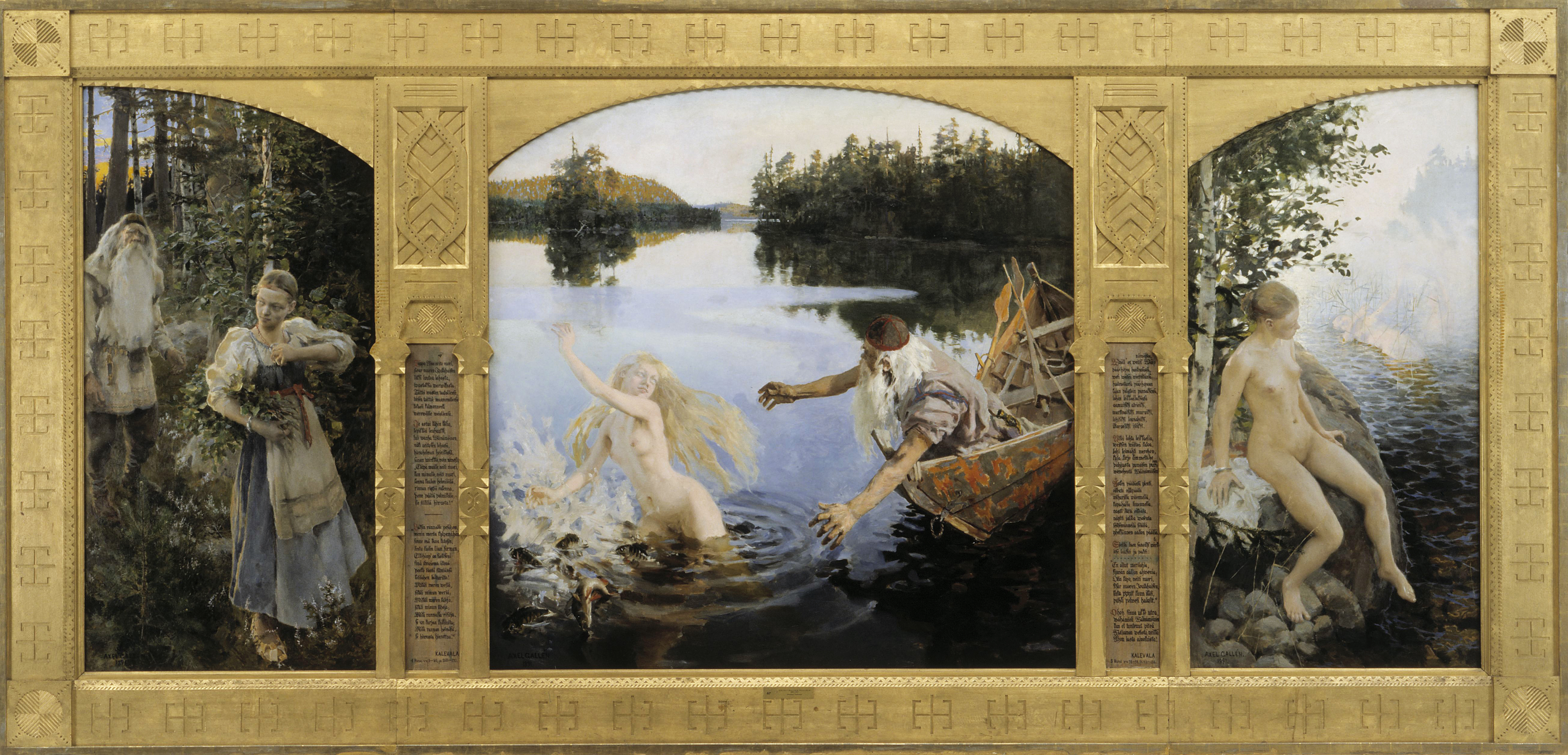
Akseli Gallen-Kallela, Aino-Triptychon
Links: Erste Begegnung; rechts: Aino verzweifelt am Ufer; Mitte: Aino entgeht Väinämöinen auf immer.

Aino ist in der finnischen Mythologie und im finnischen Nationalepos Kalevala die wunderschöne Schwester des Joukahainen.

## Hintergrund
Ihr Bruder hatte sie Väinämöinen als Frau zugesagt, damit dieser ihn leben lasse. Als Aino aber sah, wie uralt Väinämöinen war, verzweifelte sie und sprang in einen See. Väinämöinen fing sie mit seinem Zaubernetz, aber die Gewässergöttin Vellamo hatte sie in einen kleinen Fisch verwandelt, den der Enttäuschte zurückwarf, worauf sie sich zurückverwandelte, ihn auslachte und auf immer entschwand.